# Jack Ward
Jack Ward (født 2. maj 2005 i Ferntree Gully) er en cykelrytter fra Australien, der kører for Fejl i Modul:Cykelhold: Wikidata-entitet ikke angivet..